# Dipartimento di Aoujeft
Il dipartimento di Aoujeft è un dipartimento (moughataa) della regione di Adrar in Mauritania con capoluogo Aoujeft.
Il dipartimento comprende 4 comuni:
- Aoujeft
- Maaden
- N'Terguent
- El Medah